# Paletblad
Paletblad (Plectranthus scutellarioides) er en urt i familien Lamiaceae, der er hjemmehørende fra Sydøstasien til Australien. Planten bliver oftest 60–75 cm høj, og har en busket vækst. Den er vidt dyrket på grund af de meget dekorative brogede blade, og arten findes i flere kultiverede sorter.  Synonymer er bl.a. Coleus blumei og Solenostemon scutellarioides.

## Beskrivelse
Plectanthrus scutellarioides er en opret enårig eller flerårig plante. Den kan blive op til 1 m høj med rigt forgrenede, mere eller mindre firkantede stængler. Kortere, mere nedliggende former er undertiden blevet beskrevet som separate arter under navne som Coleus pumilus eller Solenostemon pumilus, men betragtes alle nu som en del af den meget variable P. scutellarioides. Arten er ekstremt varierende i bladets farve og form. De er noget kødfulde, varierende i størrelse fra 1,5 til 10 cm lange og 1–6 cm brede, generelt ovale i form med 0,5–5 cm lange stilke. Bladranden er mere eller mindre takket. Der findes hår på begge sider af bladet.
Blomsterstanden findes for enden af stænglen og er ligesom bladene meget varierende i størrelse; den kan være op til 4 cm lang med få eller mange blomster. Bægeret er klokkeformede, først kun 1–2 mm lang, men forlænges til 5–7 mm, når blomsten er i frugt. De blå-lilla kronblade danner en typisk tolæbet læbeblomst, 8-10 mm lang. Støvdragerne er sammenvoksede i cirka halvdelen af deres længde og er dækket af blomstens overlæbe. Frugten er beskrevet som en lille nød og er sort, ca. 1 mm lang.

### Pigmentering
Bladene af den vilde art kan være lidt spraglede, men dette er udviklet i ekstrem grad i kultiverede sorter, hvis blade kan omfatte en eller flere nuancer af grøn, hvid, cremegul, gul, lyserød, rød, rødbrun og mørklilla. Den grønne farve afhænger af mængden af klorofyl i kloroplasterne i bladene. Røde, lilla, lyserøde og orange farver skyldes anthocyaniner - vandopløselige, flavonoidbiosyntetiske pigmenter, der findes i bladene ud over klorofyl. Forøgelsen i anthocyaninproduktion ledsages af et fald i produktionen af klorofyl. Produktionen af anthocyaniner og klorofyl påvirkes af lysniveauet; jo mere lys der er, desto flere anthocyaniner produceres, hvilket er omvendt for klorofyl. Anthocyaniner dannes inde i cellen og letter fotosyntesen i blade, der udsættes for meget intens eller langvarig sollys ved at yde beskyttelse mod skader forårsaget af ultraviolet lys. Nogle coleus-kultivarer overproducerer anthocyaniner og underproducerer klorofyl i et omfang, så optimal vækst forhindres.

## Taksonomi
Arten blev først beskrevet af Carl von Linné i 1763 som Ocimum scutellarioides. Slægten Ocimum er bedst kendt for Ocimum basilicum, basilikum. Artsnavnet scutellarioides betyder "ligner slægten Scutellaria" - en slægt også i Lamiaceae, hvis navn stammer fra det latinske scutella, hvilket betyder en (lille) skål.
Slægter og arter beslægtet med Ocimum, placeret i stammen Ocimeae, har været genstand for betydelig taksonomisk forvirring, og P. scutellarioides er blevet anbragt i adskillige slægter og har fået flere synonymer. Robert Brown overflyttede O. scutellarioides til slægten Plectranthus i 1810. George Bentham overflyttede den til slægten Coleus som Coleus scutellarioides i 1830, og beskrev i 1832 også Coleus blumei, nu betragtet som en variant af denne art. Den blev overført til Solenostemon af Leslie E.W. Codd i 1975.
Placering i slægten Coleus og navnet Coleus blumei førte til navnet "coleus", stadig brugt i vid udstrækning af gartnerier og gartnere. Synonymet Solenostemon scutellarioides er også meget brugt.
Inden for slægten Plectranthus viser molekylære fylogenetiske undersøgelser, at P. scutellarioides er mest beslægtet med Plectranthus fredericii og nogle andre arter, der er rent afrikanske i udbredelse.

## Udbredelse
Plectranthus scutellarioides er hjemmehørende i Indien (inklusive Himalaya), Sri Lanka, Kina, Burma, Thailand, Laos, Vietnam, Malaysia, Indonesien og Australien. Den dyrkes over hele verden og undertiden naturaliseres den i andre tropiske regioner. På sit oprindelige levested findes den i en højde på 100–1600 m, hvor den blomstrer hele året.